# Cratere Tyuratam
Tyuratam  è un cratere sulla superficie di Marte.